# Inés de Benigánim
Josefa de Santa Inés, o la beata Inés de Benigánim (Benigánim, 9 de febrero de 1625-21 de enero de 1696) fue una religiosa agustina beatificada por el papa León XIII.

## Biografía
La beata Inés nació en Benigánim el 9 de febrero de 1625 de sus cristianos padres Luis Albiñana y Vicenta Gomar, siendo bautizada con el nombre de Josefa Teresa Albiñana Gomar, en la iglesia parroquial de dicha villa. Aquí mismo recibió el sacramento de la Confirmación a los 8 años.
Desde niña sintió la vocación religiosa como el mayor ideal de su vida, y a los 18 años solicitó ingresar en las Agustinas Descalzas de la población, siendo admitida el 25 de octubre de 1643. El 26 de junio de 1644 vistió el hábito. El 27 de agosto de 1645 hizo su profesión con el nombre de Josefa María de Santa Inés.
A su profunda humildad unía su angelical virginidad, una ferviente caridad y un deseo de hacer el bien a todos, a enfermos, pecadores y matrimonios desunidos, y a personas en cualquier necesidad. Su fórmula era la siguiente: “A mi sí, a tu no” (expresión en valenciano que significa “A mí sí, a ti no”), ofreciéndose sufrir para aliviar a los que sufren. Un refrán popular acredita su caridad: “Beata Inés, on et criden ves” (“Beata Inés, donde te llamen ve”).
Por su profunda humildad, el Espíritu Santo la colmó de sus dones y frutos, convirtiéndola en vida en consejera de almas, en sus problemas; de reyes y gobernadores, en sus asuntos políticos, y de teólogos en sus tratados científicos.
Murió el 21 de enero de 1696, a los setenta y una años, después de recibir los sacramentos.

## Beatificación
El 26 de febrero de 1888, a las 10 de la mañana, el papa León XIII procedió a la solemne beatificación de la venerable sierva de Dios, Josefa María de Santa Inés, llamada popularmente Inés de Benigánim.